# Exalloniscus coecus
Exalloniscus coecus là một loài chân đều trong họ Oniscidae. Loài này được Dollfus miêu tả khoa học năm 1898.